# Toplac
Toplac (cyr. Топлац) – wieś w Serbii, w okręgu pczyńskim, w mieście Vranje. W 2011 roku liczyła 436 mieszkańców.